# Киршёлк
Киршёлк (кирг. Киршёлк) — село в Ысык-Атинском районе Чуйской области Кыргызстана. Входит в состав Люксембургского айылного аймака.

## География
Село расположено на севере центральной части области, на расстоянии приблизительно 3 километров (по прямой) к западу от города Кант, административного центра района. Абсолютная высота — 742 метра над уровнем моря.

## Население
Согласно оценочным данным Национального статистического комитета Кыргызской Республики, численность населения села на начало 2023 года составляла 2134 человека.
| год     | 2009 | 2014 | 2015 | 2020 | 2021 | 2023 |
| ------- | ---- | ---- | ---- | ---- | ---- | ---- |
| человек | 1788 | 1870 | 1935 | 2129 | 2130 | 2134 |